# Hassan Yebda
Hassan Yebda (arab. حسان يبدة, Ḥassān Yabdah; ur. 14 maja 1984 w Paryżu) – algierski piłkarz występujący na pozycji pomocnika. Od 2016 roku gra w CF Os Belenenses. Posiada również obywatelstwo francuskie.

## Kariera klubowa
Hebda karierę rozpoczynał jako junior w pierwszoligowym AJ Auxerre. W jego młodzieżowej drużynie występował przez sześć lat. Od 2003 roku grał w jego rezerwach. Przed debiutem w pierwszej drużynie Auxerre, w styczniu 2006 został wypożyczony do drugoligowego Stade Lavallois. W jego barwach zadebiutował 3 lutego 2006 w przegranym 0-2 ligowym meczu z Montpellier HSC. 3 marca 2006 strzelił pierwszego gola w zawodowej karierze. Było to w zremisowanym 1-1 spotkaniu z Gueugnon. W sumie w Stade Lavallois rozegrał 14 spotkań i zdobył jedną bramkę. Natomiast w lidze jego klub zajął przedostanie, dziewiętnaste miejsce i spadł do trzeciej ligi. Wówczas jednak powrócił do Auxerre. Tam nadal był rezerwowym i w drużynie Auxerre nie zdołał zadebiutować.
W styczniu 2007 podpisał kontrakt z innym pierwszoligowcem – Le Mans FC. Pierwszy występ zanotował tam 17 lutego 2007 w przegranym 0-2 meczu z FC Sochaux-Montbéliard. Było to jednak jedyne spotkanie rozegrane przez niego w sezonie 2006/2007 w barwach Le Mans. Od początku następnego sezonu regularnie grywał w barwach tego zespołu. 1 grudnia 2007 strzelił pierwszego gola w trakcie gry w ekstraklasie. Było to w wygranym 2-1 pojedynku z AS Nancy. Łącznie zagrał tam 24 razy i zdobył trzy bramki.
Latem 2008 przeszedł do portugalskiej Benfiki. W jej barwach zadebiutował 24 sierpnia 2008 w zremisowanym 1-1 spotkaniu z Rio Ave. Latem 2009 roku został wypożyczony na rok do Portsmouth, a latem 2010 do SSC Napoli. W 2011 przeszedł do Granady. W 2014 roku był z niej wypożyczony do Udinese Calcio. W sezonie 2014/2015 grał w Al-Fujairah SC. W 2016 trafił do CF Os Belenenses.

## Kariera reprezentacyjna
Yebda występował w młodzieżowych reprezentacjach Francji, był między innymi uczestnikiem Mistrzostw Świata U-17 2001. Ostatecznie zdecydował się jednak na grę dla reprezentacji Algierii, z którą w 2010 wystąpił na Mistrzostwach Świata w RPA.